# Xerox Star

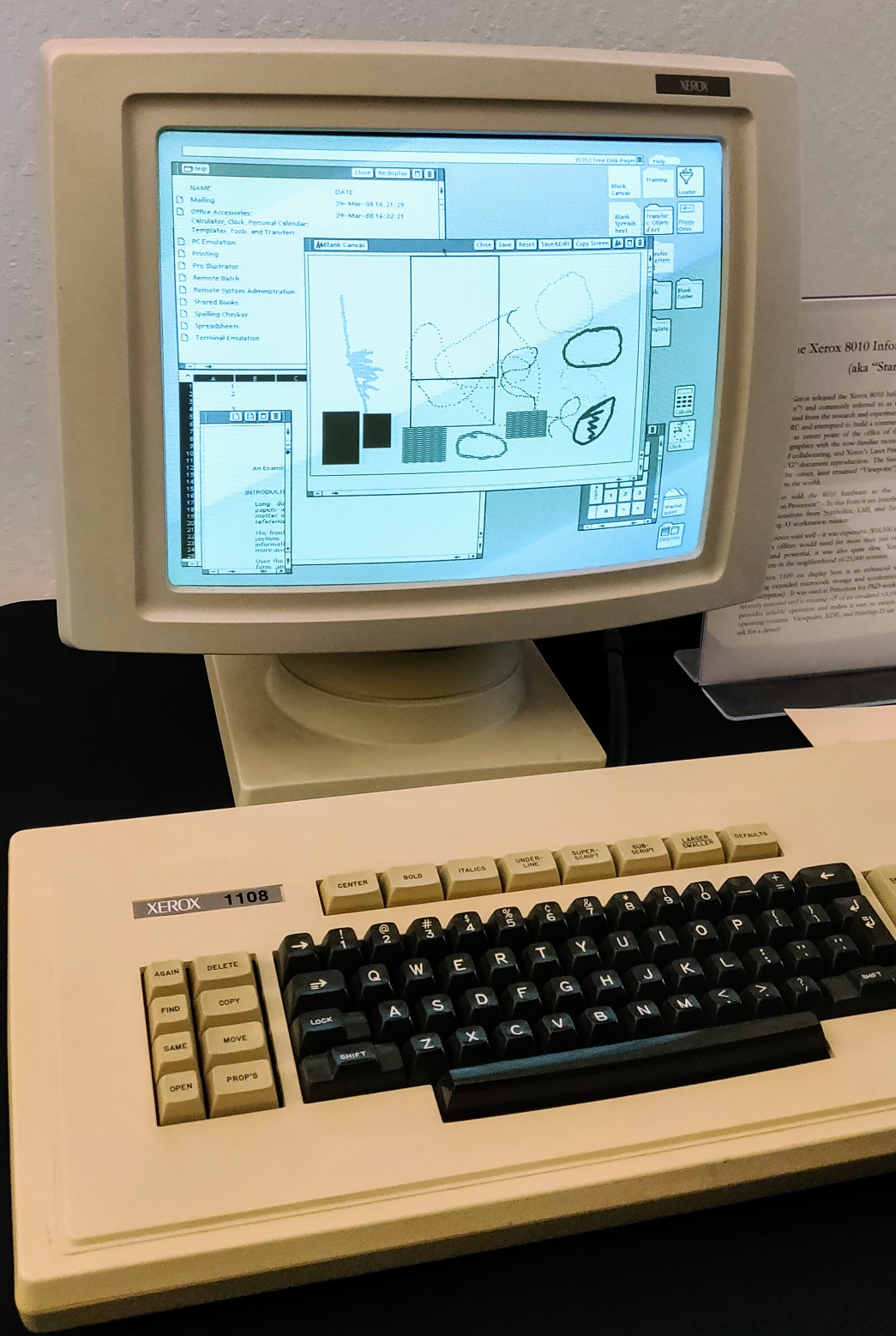
Computador Xerox Star

O Star para estação de trabalho, oficialmente 8010 Star, foi desenvolvido pela Xerox e lançado em 1981. Foi o primeiro sistema operacional comercial baseado em janelas. O estilo de interação WIMP, um acrônimo em inglês para Janelas, Ícones, Menus e Apontadores, permite a interação através de componentes de interação virtuais denominados widgets. Este estilo é implementado com o auxilio das tecnologias de interfaces gráficas, que proporcionam o desenho de janelas; e o controle de entrada através do teclado e do mouse em cada uma destas janelas.